# كاميلا أرفويدسون
كاميلا أرفويدسون (بالإنجليزية: Camilla Arfwedson)‏ ممثلة إنجليزية بريطانية ولدت في يوم 16 أكتوبر 1981 في مدينة لندن عاصمة المملكة المتحدة مثلت دور زوسيا مارتش في مسلسل هولبي سيتي.

## روابط خارجية
- كاميلا أرفويدسون على موقع IMDb (الإنجليزية)
- كاميلا أرفويدسون على موقع ميتاكريتيك (الإنجليزية)
- كاميلا أرفويدسون على موقع روتن توميتوز (الإنجليزية)
- كاميلا أرفويدسون على موقع أول موفي (الإنجليزية)
- كاميلا أرفويدسون على موقع قاعدة بيانات الفيلم (الإنجليزية)